# Norské královské letectvo

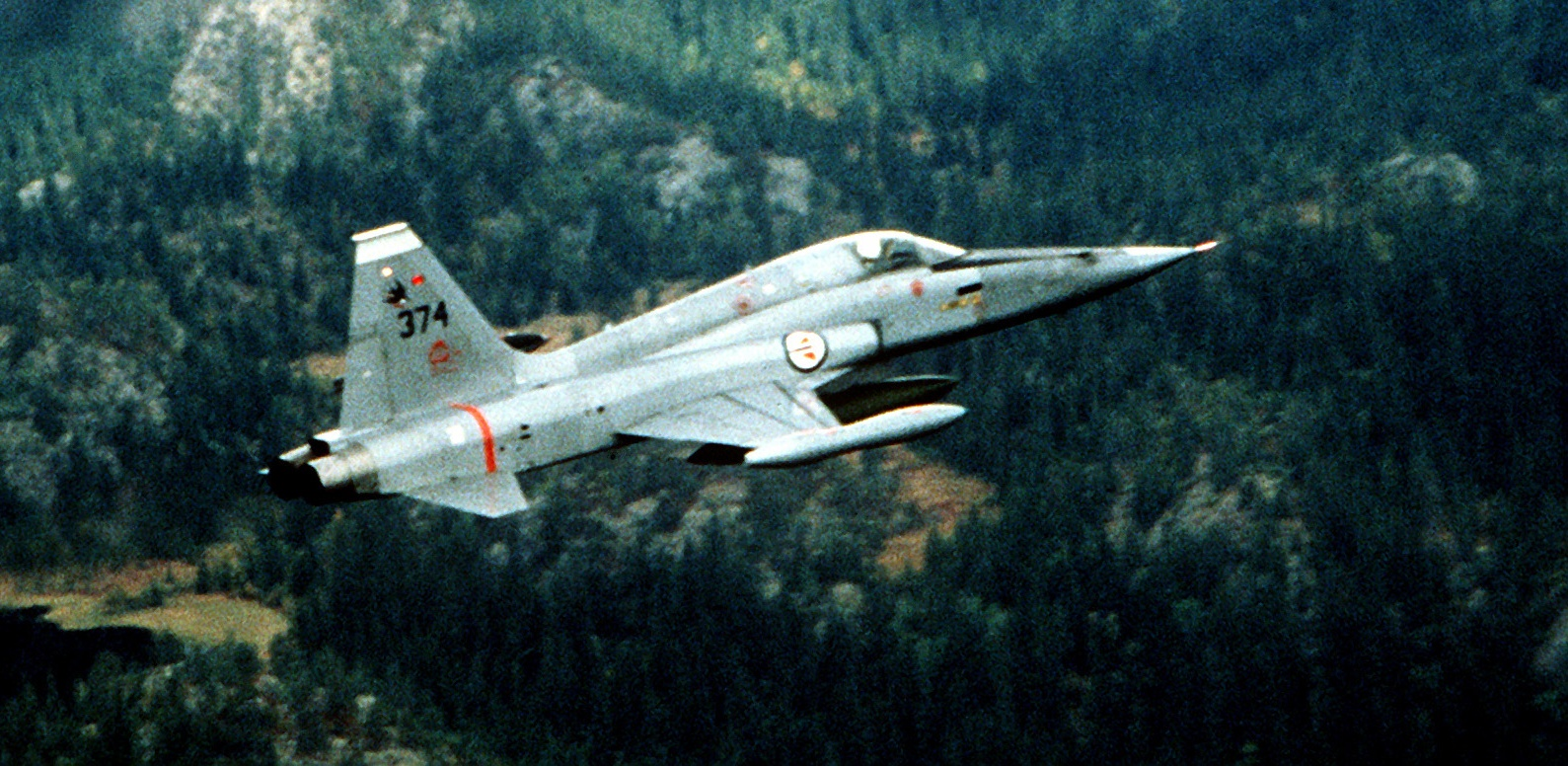
Norský Northrop F-5 Freedom Fighter (z aktivní služby vyřazeny v srpnu 2000)

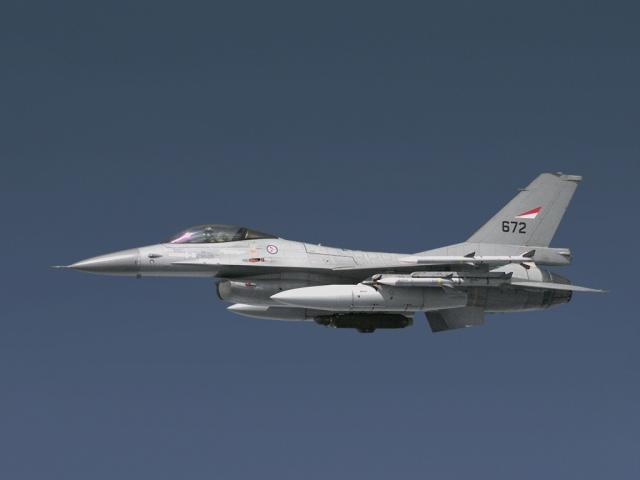
General Dynamics F-16 Fighting Falcon norských ozbrojených sil

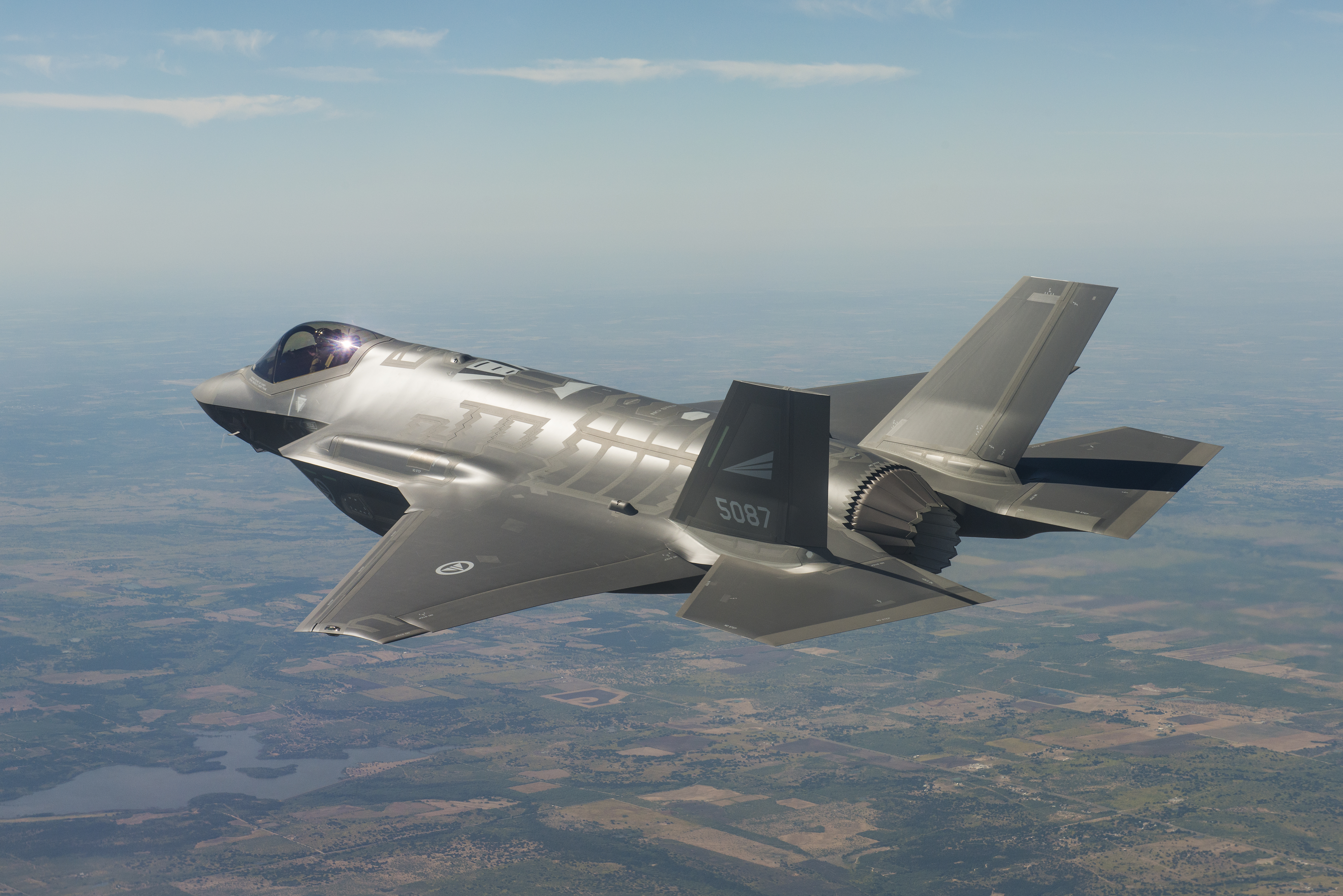
První norský Lockheed Martin F-35 Lightning II

Norské královské letectvo (RNoAF) (norsky Luftforsvaret) je letecká složka norských ozbrojených sil, která byla založena jako jejich samostatná část dne 10. listopadu roku 1944. Slouží v něm přibližně 1430 zaměstnanců (úředníci, vojáci a civilisté). 600 osob zde slouží v době své branné povinnosti. Při mobilizaci se norské letectvo skládá ze zhruba 5 500 příslušníků.
Infrastruktura letectva zahrnuje sedm základen (Andøya, Bardufoss, Bodø, Gardermoen, Rygge, Sola a Ørland), dvě střediska kontroly a centra podávání zpráv (Sørreisa a Mågerø) a tři školicí střediska (Kjevik a Persaunet v Trondheimu).

## Přehled letecké techniky
| Název                                 | Původ              | Určení                                              | Verze          | V aktivní službě | Poznámky |                |
| Bojové letouny                        | Bojové letouny     | Bojové letouny                                      | Bojové letouny | Bojové letouny   | Bojové letouny | Bojové letouny |
| ------------------------------------- | ------------------ | --------------------------------------------------- | -------------- | ---------------- | --- | -------------- |
| F-16 Fighting Falcon (MLU)            | USA                | víceúčelový stíhací letoundvoumístný stíhací letoun | F-16AMF-16BM   | 4610             | |                |
| Lockheed Martin F-35 Lightning II     | USA                | víceúčelový bojový letoun                           | F-35A          | 4                | F-35 Norského královského letectva zatím nenabyly počáteční operační způsobilosti a jsou dislokovány v USA, kde slouží k výcviku norských letců. Předběžně objednáno dalších 48 strojů. |                |
| Speciální letouny                     |                    |                                                     |                |                  | |                |
| Dassault Falcon 20                    | Francie            | letoun pro elektronický boj                         | Falcon 20 ECM  | 2                | Další Falcon 20C-5 je užíván pro transport VIP. |                |
| Lockheed P-3 Orion                    | USA                | námořní hlídkový letoun                             | P-3C/N         | 6                | V plánu je náhrada stroji Boeing P-8 Poseidon, objednanými v listopadu 2016. |                |
| Dopravní a transportní letouny        |                    |                                                     |                |                  | |                |
| Lockheed Martin C-130J Super Hercules | USA                | transportní letoun                                  | C-130J-30      | 3                | Objednán ještě jeden kus. |                |
| Vrtulníky                             |                    |                                                     |                |                  | |                |
| Leonardo AW101                        | EU                 | záchranný a transportní vrtulník                    |                | 0                | Objednáno 16 kusů, jako náhrada Westlandu Sea King. |                |
| Bell 412                              | USA                | víceúčelový vrtulník                                |                | 18               | |                |
| NHIndustries NH90                     | EU                 | transportní vrtulník                                | TTH            | 6                | Objednáno dalších 8 kusů. |                |
| Westland Sea King                     | Spojené království | pátrání a záchrana                                  | Mk.43          | 11               | |                |
| Cvičná letadla                        |                    |                                                     |                |                  | |                |
| Saab MFI-17                           | Švédsko            | cvičný letoun                                       | Saab Safari    | 16[zdroj⁠?!]      | |                |